# Rudolf Schädler (Komponist)
Rudolf Schädler (* 31. März 1903 in Vaduz; † 7. April 1990 in Eschen) war ein liechtensteinischer Komponist, Holzbildhauer und Hotelier.

## Biografie
Rudolf Schädler wurde 1903 in Vaduz als Sohn von Rudolf Schädler und dessen Frau Maria (geborene Marxer) geboren. Er besuchte das Gymnasium in Feldkirch, Vorarlberg. Ab 1930 leitete er bis um 1955 das Kurhaus Gaflei.
Er beteiligte sich im April 1933 am Rotterüberfall, bei dem Schädler zusammen mit drei Komplizen versuchte, Fritz und Alfred Rotter sowie Alfred Rotters Ehefrau Gertrud nach Deutschland zu entführen. Bei der dabei stattfindenden Hetzjagd, der nur Fritz Rotter entkam, stürzten Alfred und Gertrud Rotter auf der Flucht von einem Felsen unterhalb von Gaflei zu Tode. In dem nun folgenden Prozess wurden Schädler und seine drei Komplizen schuldig gesprochen, erhielten jedoch nur milde Strafen. Schädler wurde zu 12 Monaten Kerkerhaft verurteilt, wobei ihm die Untersuchungshaft angerechnet wurde.
Schädler engagierte sich im Liechtensteiner Heimatdienst. Später wurde er Gründungsmitglied der Volksdeutschen Bewegung in Liechtenstein, als deren erster Landesleiter er auch fungierte. Nach kurzer Zeit auf diesem Posten wurde er Herbst 1938 von Theodor Schädler abgelöst.
Nach dem Zweiten Weltkrieg trat er nur noch künstlerisch in Erscheinung.